# Кришто, Боряна
Боряна Кришто (хорв. Borjana Krišto, урождённая Кржель, Krželj; род. 13 августа 1961, Ливно, Босния и Герцеговина) — политический деятель. Председатель Совета министров (премьер-министр) Боснии и Герцеговины с 25 января 2023 года. 
Заместитель председателя партии Хорватское демократическое содружество Боснии и Герцеговины, представляющей боснийских хорватов. 
В прошлом — президент Федерации Боснии и Герцеговины (2007—2011), депутат палаты представителей Парламентской ассамблеи Боснии и Герцеговины (2006—2007, 2014—2022), депутат палаты народов Парламентской ассамблеи Боснии и Герцеговины (2010—2014).

## Биография
Родилась 13 августа 1961 года в городе Ливно в Социалистической Республике Босния и Герцеговина в составе СФРЮ. Отец — Йозо Кржель (Jozo Krželj), мать — Яня (Janja Krželj, урождённая Grebenar; 1937—2022). Имеет брата  Люпко (Ljupko Krželj), который работает в энергетической компании Elektroprivreda HZHB и сестру Елену, в замужестве Франичевич (Jelena Franjičević).
В 1980 году окончила среднюю экономическую школу в Ливно. В 1984 году окончила юридический факультет Баня-Лукского университета и сдала экзамен на адвоката в Сараево.
Работала в юридическом отделе ряда компаний в Ливно в 1987—1999 годах.
В 1995 году вступила в партию Хорватское демократическое содружество Боснии и Герцеговины. В 2001 году вошла в президиум партии. В 2007 году стала заместителем председателя партии.
В 1999—2000 годах являлась министром юстиции в правительстве Герцегбосанского кантона Федерации Боснии и Герцеговины, в 2000—2002 годах — секретарь правительства Герцегбосанского кантона Федерации Боснии и Герцеговины.
По результатам выборов 2002 года набрала 3394 голоса и избрана депутатом палаты представителей Федерации Боснии и Герцеговины. Однако не получила мандат в парламенте из-за назначения министром юстиции в правительстве Федерации Боснии и Герцеговины.
По результатам выборов 1 октября 2006 года набрала 2596 голосов и избрана депутатом палаты представителей Парламентской ассамблеи Боснии и Герцеговины. Была членом делегации Боснии и Герцеговины в Парламентской ассамблее Совета Европы. Покинула парламент в 2007 году после избрания президентом Федерации Боснии и Герцеговины.
22 февраля 2007 года стала президентом Федерации Боснии и Герцеговины, первой женщиной на этой должности. Занимала пост до 17 марта 2011 года, когда её сменил Живко Будимир.
Баллотировалась на должность хорватского члена президиума Боснии и Герцеговины на выборах 2010 года. Набрала 109 758 (19,74 %) голосов, а её соперник Желько Комшич — 60,6 % голосов. Стала депутатом палаты народов Парламентской ассамблеи Боснии и Герцеговины. Являлась заместителем председателя палаты.
По результатам выборов 2014 года избрана депутатом палаты представителей Парламентской ассамблеи Боснии и Герцеговины. Являлась хорватским председателем палаты. Переизбрана на выборах 2018 года. Являлась хорватским председателем палаты.
Баллотировалась на должность хорватского члена президиума Боснии и Герцеговины на выборах 2022 года. Набрала 44,2 % голосов, а её соперник Желько Комшич — 55,8 % голосов.
Возглавила коалиционное правительство Боснии и Герцеговины, сформированное по результатам выборов 2 октября 2022 года. В коалицию вошли Хорватское демократическое содружество, Союз независимых социал-демократов и Социал-демократическая партия. Назначена президиумом 22 декабря, утверждена в должности палатой представителей Парламентской ассамблеи Боснии и Герцеговины 25 января 2023 года. Стала первой женщиной на этой должности.

## Личная жизнь
Замужем за отоларингологом Бранко Кришто (Branko Krišto; род. 1960).